# كيوبيس
تجربة كيوبسات لدراسة تجمع وتصادم الجسيمات (Q-PACE) أو ما يشار إليه في الأصل باسم كيوبيس (Cu-PACE) هي مهمة مستقبلية يتم التخطيط لها لإرسال مكوك فضائي مداري بهدف دراسة المراحل الأولية في عملية تراكم الأقراص الكوكبية الأولية، وذلك عند طريق رصد التجمعات الديناميكية للجسيمات على مدار عدة سنين.
تعجز الفرضيات الحالية في تفسير كيف يمكن للجسيمات أن يتجاوز حجمها بضعة سنتيمترات. وذلك ما يعرف بحاجز الحجم المتري (meter size barrier). ومن أجل ذلك وقع الاختيار على هذه المهمة عام 2015 ضمن برنامج إيلانا (ELaNa) التابع لناسا، ومن المقرر إطلاق المكوك في عام 2019.

## نظرة عامة
تعتبر عملية مراقبة التطور الزمني للتصادمات والتراكمات الجسيمية في بيئة ذات جاذبية ضعيفة أو شبه منعدمة من الضرورات التي لا غنى عنها في سبيل استيضاح الآليات التي تنشأ عنها الكواكب المصغرة (وهي بمثابة وحدات بناء الكواكب)، والأجسام ذات أحجام في حدود الكيلومتر أو أكبر، في داخل حيز الأقراص الكوكبية الأولية. فإن الفرضيات الحالية التي تعني بتفسير آلية تكون الكواكب المصغرة تعجز عن تفسير كيفية تكون جسيمات بحجم يتجاوز 1 سم، وبالتالي يجب تكرار التجارب التي تحاكي مثل هذه الظروف.
وسوف يستكشف كيوبيس الخصائص التي تتسم بها التصادمات الجسيمية في ظل السرعات المنخفضة (أقل من 10 cm/s) تحت ظروف جاذبية شبه منعدمة، وذلك في مسعى إلى فهم عملية التراكم في الأقراص الكوكبية الأولية. وجدير بالذكر أنه سبق ونفذت عدة اختبارات ومهمات تحليق مشابهة في خلال رحلات طيران دون مدارية، وكذلك على متن محطة الفضاء الدولية. أما هذا المكوك الفضائي الصغير، فهو لا يحتاج إلى أي تقنيات توجيه دقيقة أو آليات دفع، مما يسهل مرحلة التصميم.
وسوف تتم عملية الإطلاق من ارتفاع جوي إلى المدار المحدد على متن طائرة (Cosmic Girl) التابعة لشركة فيرجين غالاكتيك، والتي سوف تحلق فوق صحراء موهافي.

## الأهداف
والهدف الرئيسي من كيوبيس هو استيضاح آلية نمو الكواكب الأولية بداية من حجم الحصى إلى حجم الجلامدة، وذلك عن طريق إجراء تجارب تصادم جسيمية تحت تأثير جاذبية شبه منعدمة لفترات طويلة. وتلك الأهداف بالتحديد هي:
- تعيين مقدار معدل تبديد الطاقة في الأنظمة متعددة الجسيمات، والتي تتعرض إلى تصادمات منخفضة السرعة (في حدود 1 mm/s - 10 cm/s)
- التعرف على تأثير توزيع الأحجام على ناتج التصادم
- مراقبة تأثير الغبار على نظام متعدد الجسيمات
- تعيين احتمال حدوث الأحداث النادرة، عن طريق مراقبة عدد ضخم من تصادمات متشابهة بهدف توصيف التصادمات من ناحية إحصائية

## الطريقة
كيوبيس هو نوع من الأقمار الصناعية المصغرة على شكل مكعب المعروفة باسم (Cubesat). وحجم كيوبيس هو 3U (حيث أن U هي وحدة حجم تعبر عن مكعب كل من أبعاده تساوي 10 سم)، وهو مجهز بغرفة مخصصة للتصادمات، وعدة خزائن تحتوي على حبيبات نيزكية، وذرات غبار، حبيبات غبارية، وجسيمات كروية ذات أحجام أكبر. وذلك حيث تستقبل غرفة التصادمات تلك الجسيمات بداخلها لإجراء سلسلة من التجارب.
وقد صمم العلماء سلسلة من التجارب تتضمن مجالًا واسعًا من الأحجام الجسيمية، ومن الخواص السطحية، ومن السرعات التصادمية، وذلك بهدف مراقبة نتائج التصادمات، مما يتضمن الارتداد، والالتصاق، إلى جانب تفكك الحبيبات، وذلك في خلال عشرات الآلاف من تلك التصادمات. أما غرفة التصادمات فسوف تتعرض إلى هزات ميكانيكية لتحفيز حدوث تلك التصادمات، والتي سوف يتم تسجيلها عن طريق كاميرا فيديو مثبتة داخليًا بغرض تنزيل البيانات والتحليل. ومن الجدير بالذكر أن التعرض إلى مجال جاذبية ضعيف لفترات طويلة سوف يسمح بدراسة عدد هائل جدًا من التصادمات، مما يسمح بإنتاج بيانات ذات أهمية إحصائية.

## عملية الاختيار
وقع الاختيار على كيوبيس للقيام بمهمة الطيران من خلال مبادرة إطلاق كيوبسات التابعة لناسا، والتي تتضمنتها في برنامج إيلانا (ELaNa XX). حيث تم تمويل عملية التطوير، والتجهيز إلى المهمة، والاستطلاعات العلمية عبر برنامج «المهمات الصغرى المبتكرة لاستكشاف الكواكب» (SIMPLEx) التابع لناسا. وكانت تلك إحدى أول مهمتين يقع عليهما الاختيار تحت بند برنامج SIMPLEx. وتدعى المهمة الأخرى لونا إتش ماب (LunaHMap) بقيادة كريج هاردجروف من جامعة أريزونا.